# Sýntagma (métro d'Athènes)
Pour les articles homonymes, voir Syntagma.
Sýntagma (grec moderne : Σύνταγμα) est une station de métro grecque de la ligne 2 (ligne rouge) et de la ligne 3 (ligne bleue) du métro d'Athènes, située place Sýntagma (place de la Constitution) au centre-ville d’Athènes capitale de la Grèce. Elle dessert notamment le Parlement grec et le Jardin national d'Athènes.
Elle permet des échanges avec les lignes 4 et 5 du tramway d'Athènes.

## Situation ferroviaire
Établie en souterrain, la station de Sýntagma est située sur la ligne 2 du métro d'Athènes (ligne rouge), entre les stations de Panepistímio et d'Akrópoli, et sur la ligne 3 (ligne bleue), entre les stations de Monastiráki et d'Evangelismós.

## Histoire
Dès les années 1950 un projet prévoit une ligne de métro entre la place Sýntagma et la gare d'Athènes, mais le projet est abandonné après des forages exploratoires au début des années 1970. C'est finalement vers 1990 qu'un autre projet d'une ligne plus courte est approuvé et permet l'ouverture des chantiers. La première section de la ligne 2 qui relie les nouvelles stations de Sepólia et Sýntagma est mise en service le 28 janvier 2000 le même jour que les 8,5 kilomètres de la section de la ligne 3 d'Ethnikí Ámyna à Sýntagma.
La station Sýntagma, terminus temporaire des deux lignes, comporte deux plateformes souterraines situées l'une au-dessus de l'autre, celle de la ligne 3 étant la plus profonde et orientée à angle droit par rapport celle de la ligne 2. Elles sont toutes les deux construites suivant le même plan général type, de deux voies encadrées par deux quais latéraux. Le 16 novembre 2000, la ligne 2 est prolongée de 5 kilomètres entre Sýntagma et Dáfni. Sur la ligne 3 le prolongement vers Monastiráki prend du retard du fait d'un terrain très difficile, qui nécessite des modifications du tracé, et de l'importance des découvertes archéologiques, la mise en service a lieu le 22 avril 2003.

## Service des voyageurs

### Accueil
La station dispose de plusieurs accès, avenue Amalías/jardin national d'Athènes, rue Panepistimíou près de l'hôtel Grande-Bretagne et deux autres sur la place Sýntagma. Elles permettent d'accéder au niveau où se situe la billetterie, le service clients et les accès aux deux quais latéraux des deux plateformes (ligne 2 et ligne 3) situées plus bas l'une au-dessus de l'autre.

### Desserte
Sýntagma est desservie par toutes les circulations des lignes 2 et 3, cette dernière permettant des relations directs avec l'aéroport international d'Athènes Elefthérios-Venizélos. 
Pour la ligne 2, le premier départ quotidien est à 5 h 37, en direction d'Ellinikó, et à 5 h 38, en direction Anthoúpoli, le dernier départ est à 0 h 20, en direction d'Ellinikó et également à 0 h 20 en direction d'Anthoúpoli (les samedis et dimanches le dernier départ est à 2 h 20 pour Ellinikó et également à 2 h 20 pour Anthoúpoli).
Pour la ligne 3, quotidiennement, le premier départ quotidien est à 5 h 37, en direction de Doukíssis Plakentías, à 5 h 39, en direction d'Agía Marína, et à 5 h 40 en direction de l'aéroport le dernier départ est à 23 h 6 pour l'aéroport et à 0 h 20, en direction de Doukíssis Plakentías et d'Agía Marína (les samedis et dimanches le dernier départ est à 2 h 20).

### Intermodalité
L'arrêt du tramway d'Athènes, desservi par les lignes 4 et 5, est situé à proximité de l'accès avenue Vasilíssis Amalías. Les accès/sorties sont proches de nombreux arrêts de trolleybus et bus.

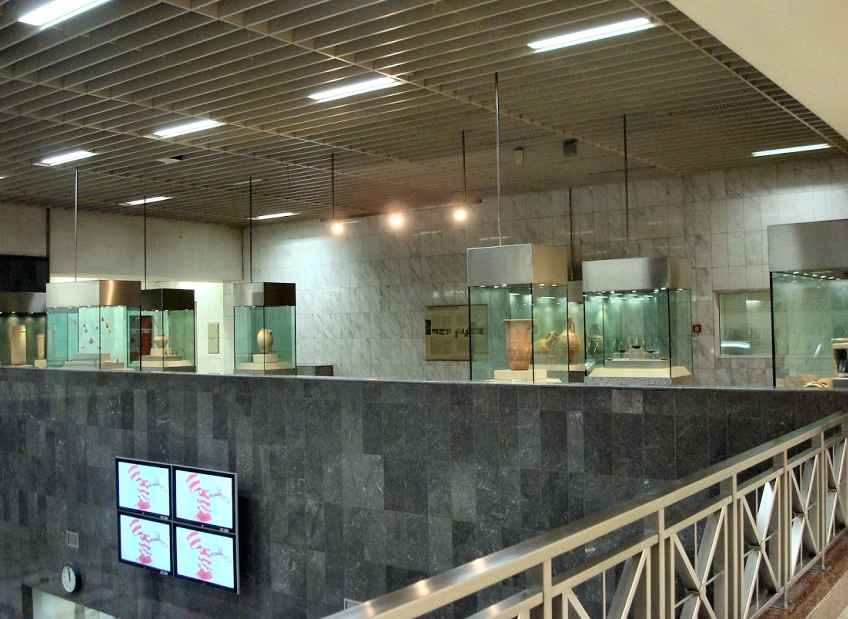
Hall.
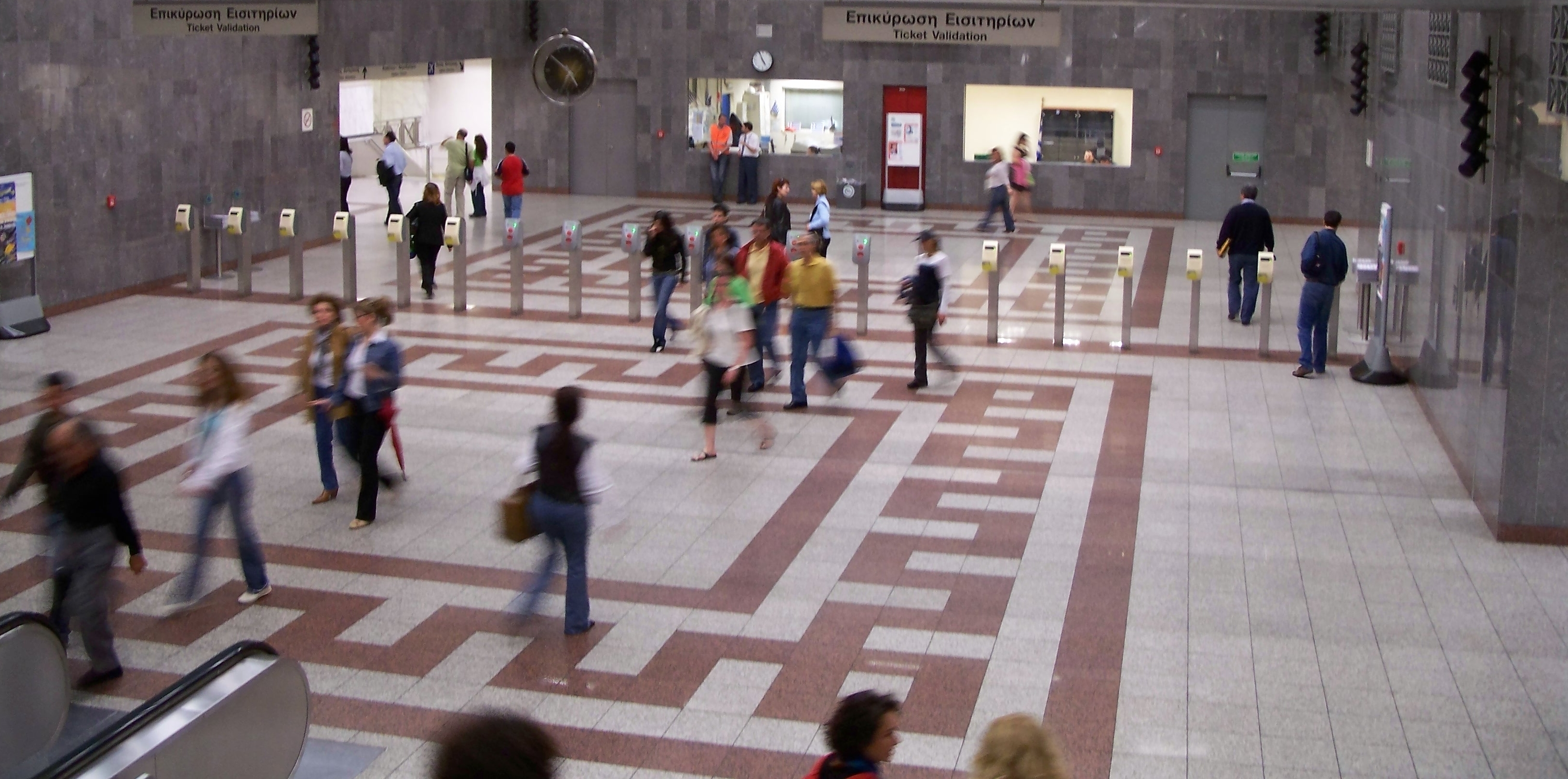
Hall.
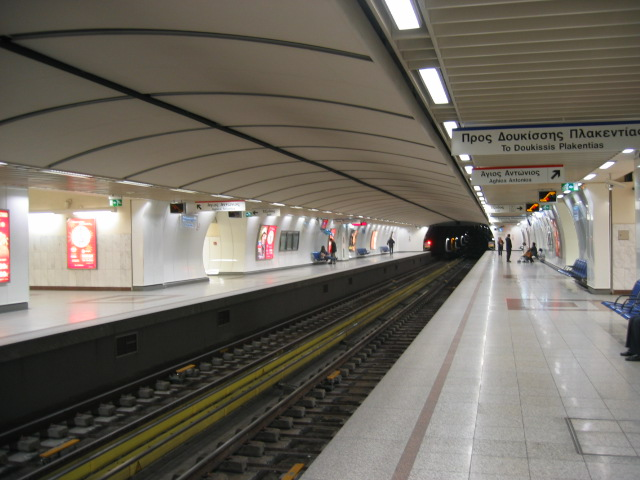
Quais ligne 3.

## Archéologie
Durant le chantier de la plate-forme profonde des années 1990, des archéologues du ministère de la Culture ont collaboré avec les ingénieurs pour l'étude et la conservation des vestiges mis au jour. Dans la station sont exposés des objets (originaux et reproductions) de manière permanente, dans les espaces utilisés par les voyageurs.

### Niveau de la place et premier niveau

#### Aqueduc de Pisistrate

Conduites de terre cuite de l'aqueduc de Pisistrate
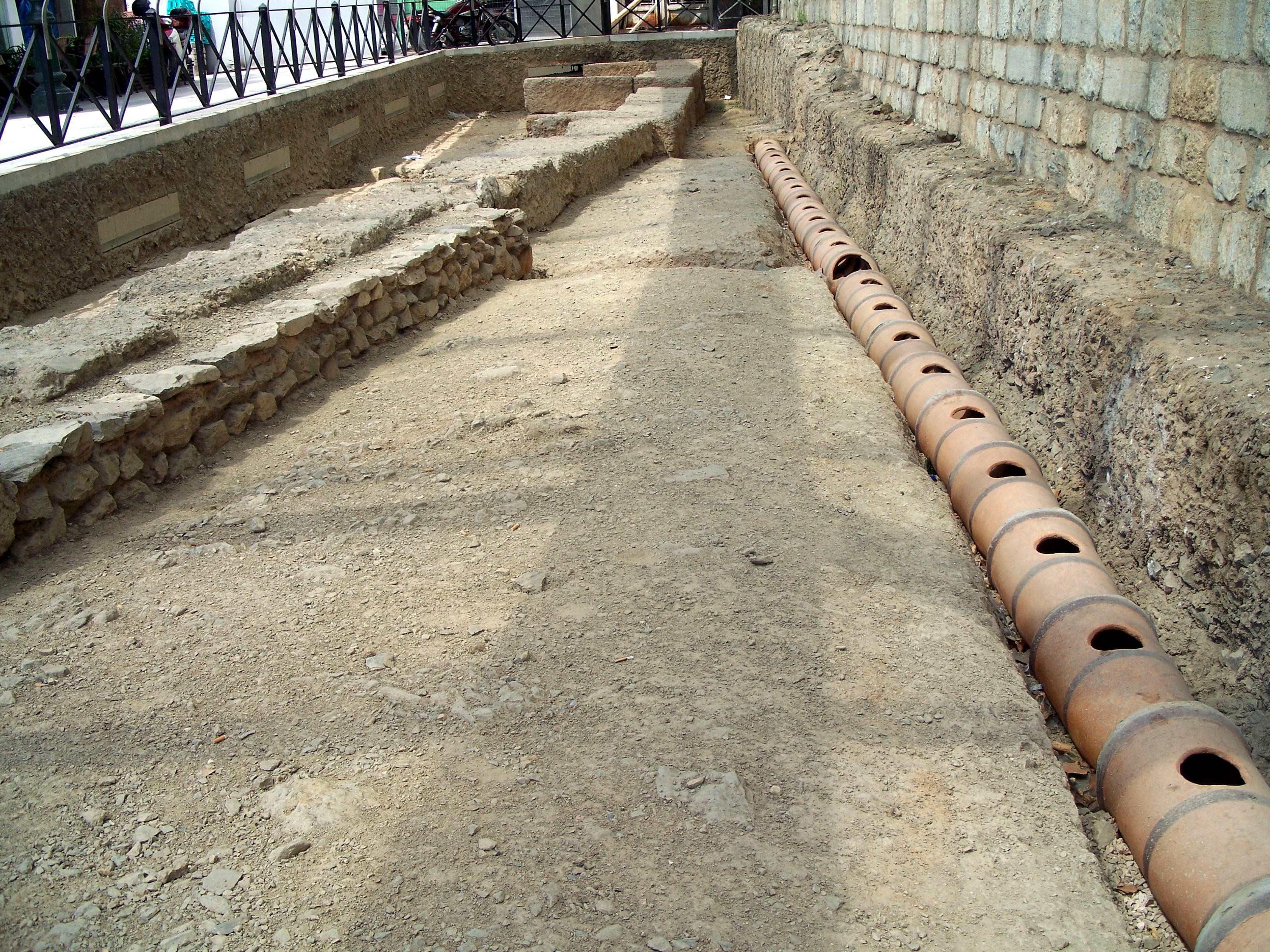
Aqueduc de Pisistrate.
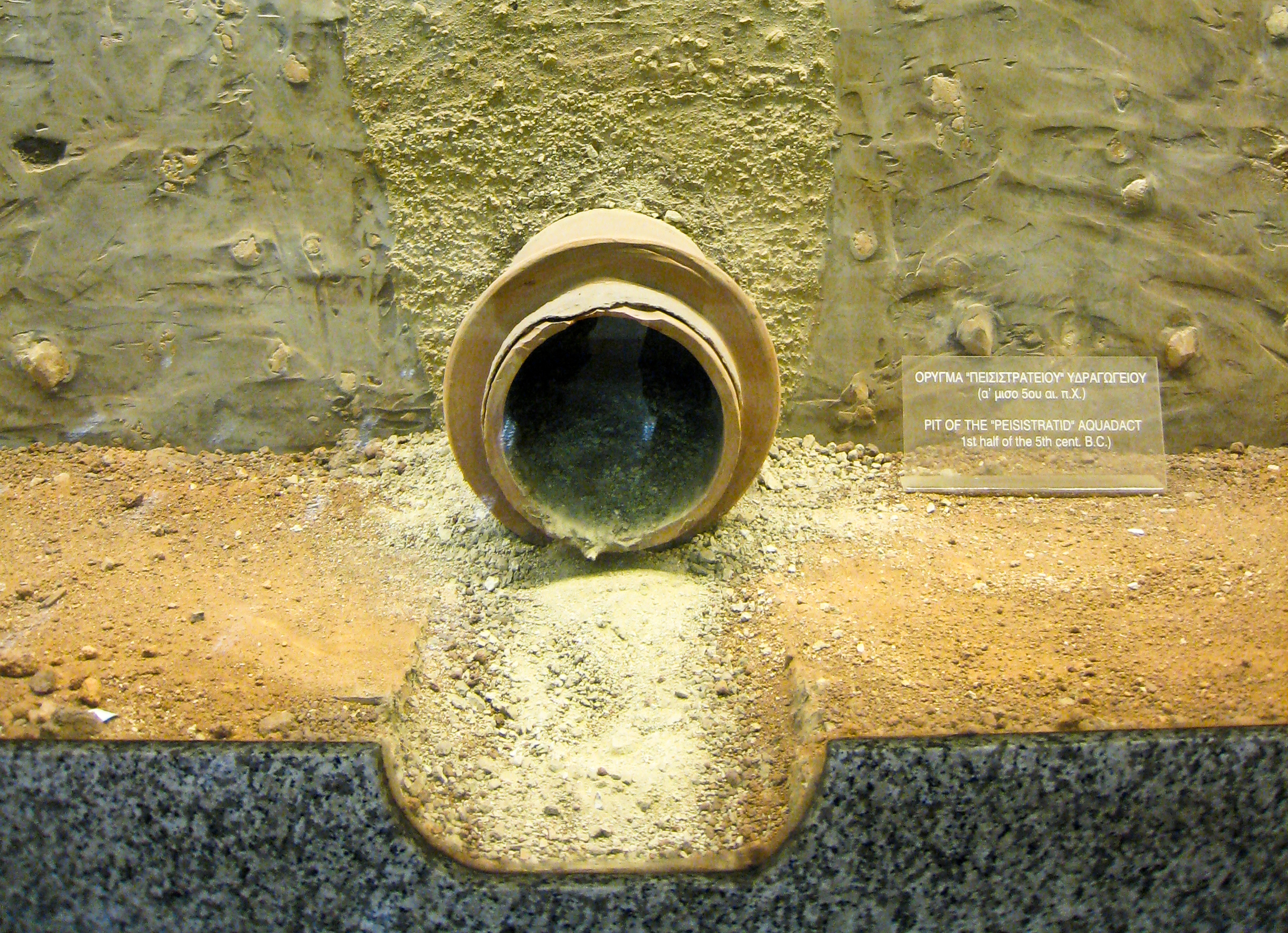
Conduite de l’aqueduc de Pisistrate.
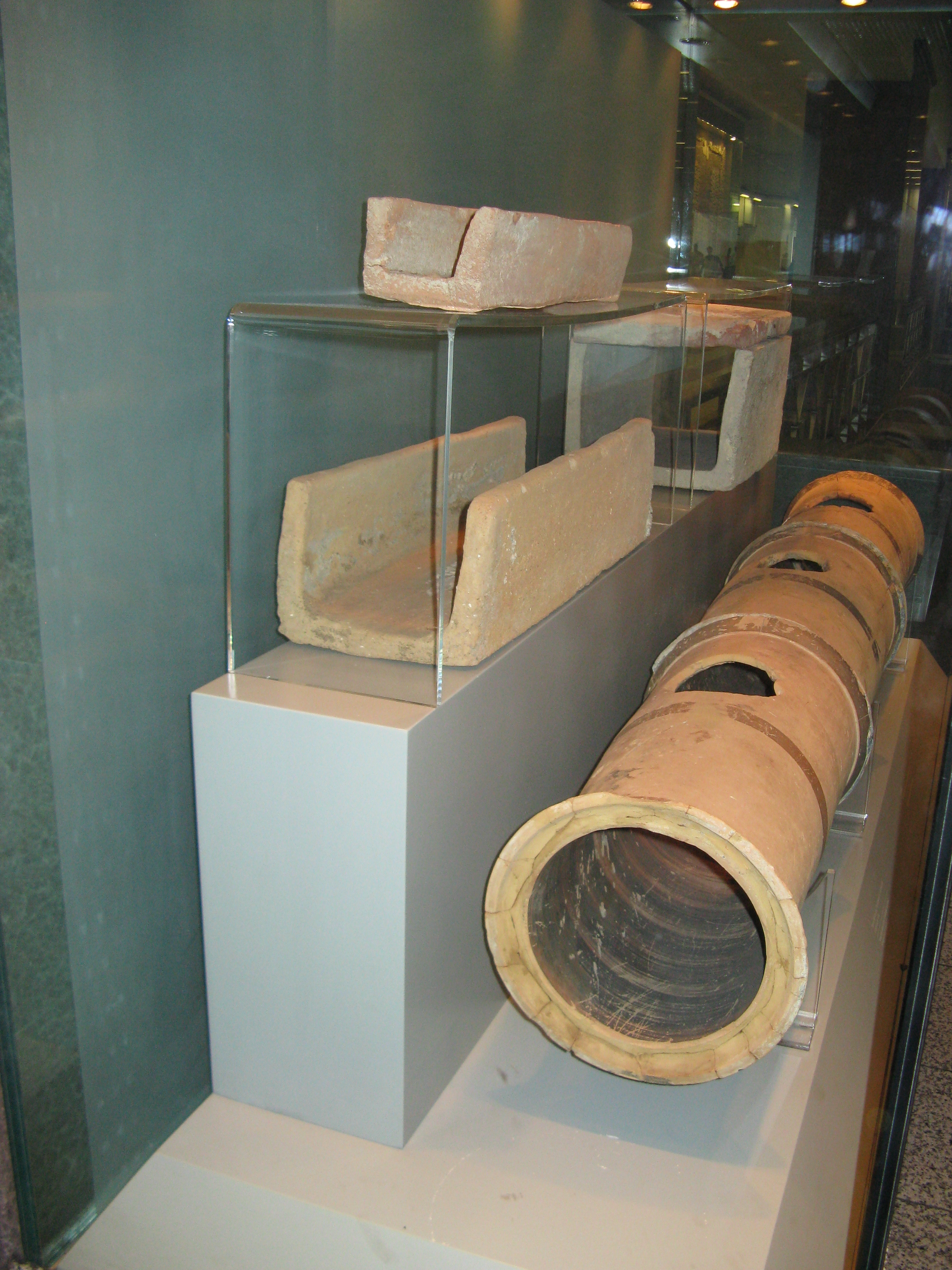
Canaux et conduites en terre cuite

#### Moulages de sculptures du Parthénon
Au premier niveau de la station est exposée la partie gauche du fronton oriental du Parthénon, dont le thème est la naissance d'Athéna de la tête de Zeus, devant les dieux de l'Olympe. On distingue le Soleil avec son char sortant des flots, Dionysos, Déméter et Koré, Hébé (ou Artémis).
De la décoration sculpturale du Parthénon, œuvre de Phidias et de ses élèves, ont été sélectionnées des copies de sculptures conservées en partie au British Museum (les « marbres d'Elgin ») et en partie au musée de l'Acropole.

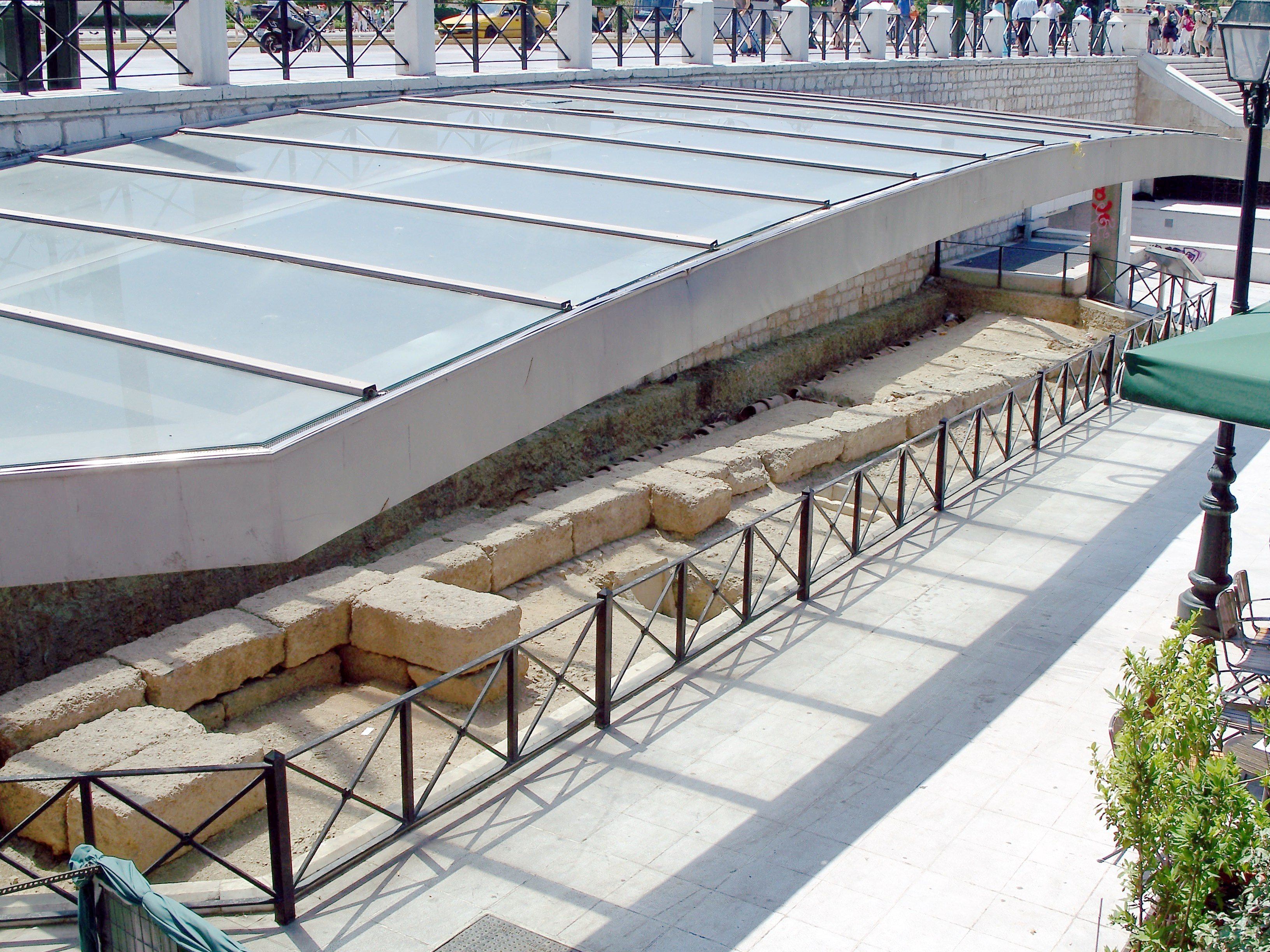
Vestiges sous abri, à l'entrée.
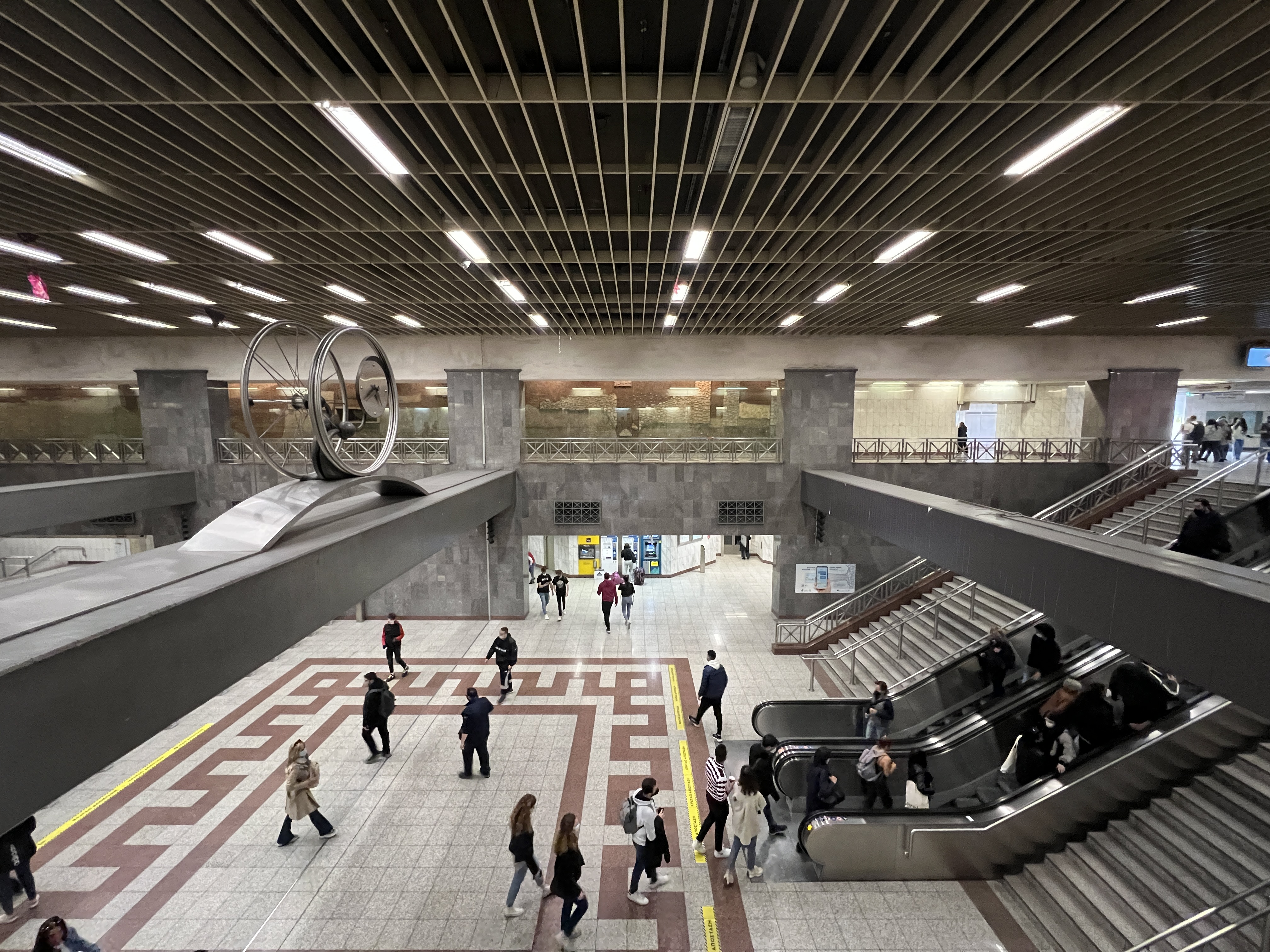
Les deux niveaux de la station.
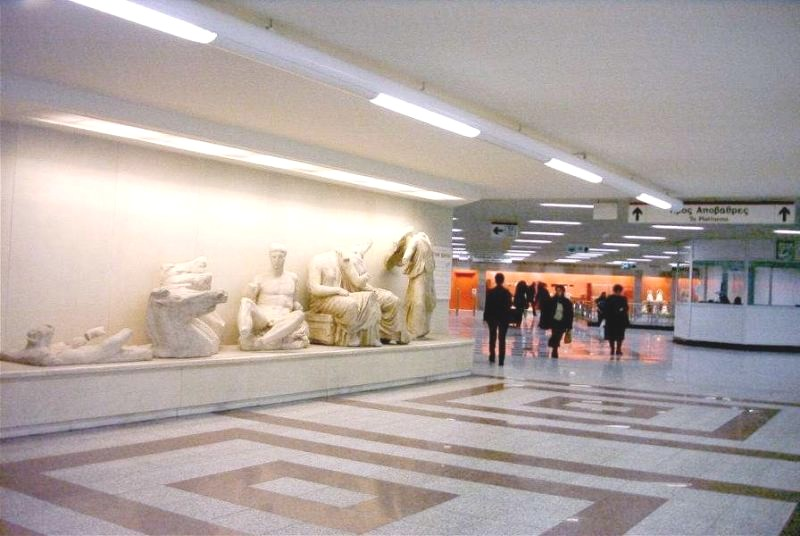
Partie gauche du fronton oriental du Parthénon : naissance d'Athéna de la tête de Zeus devant les dieux de l'Olympe.

#### Objets de la vie quotidienne

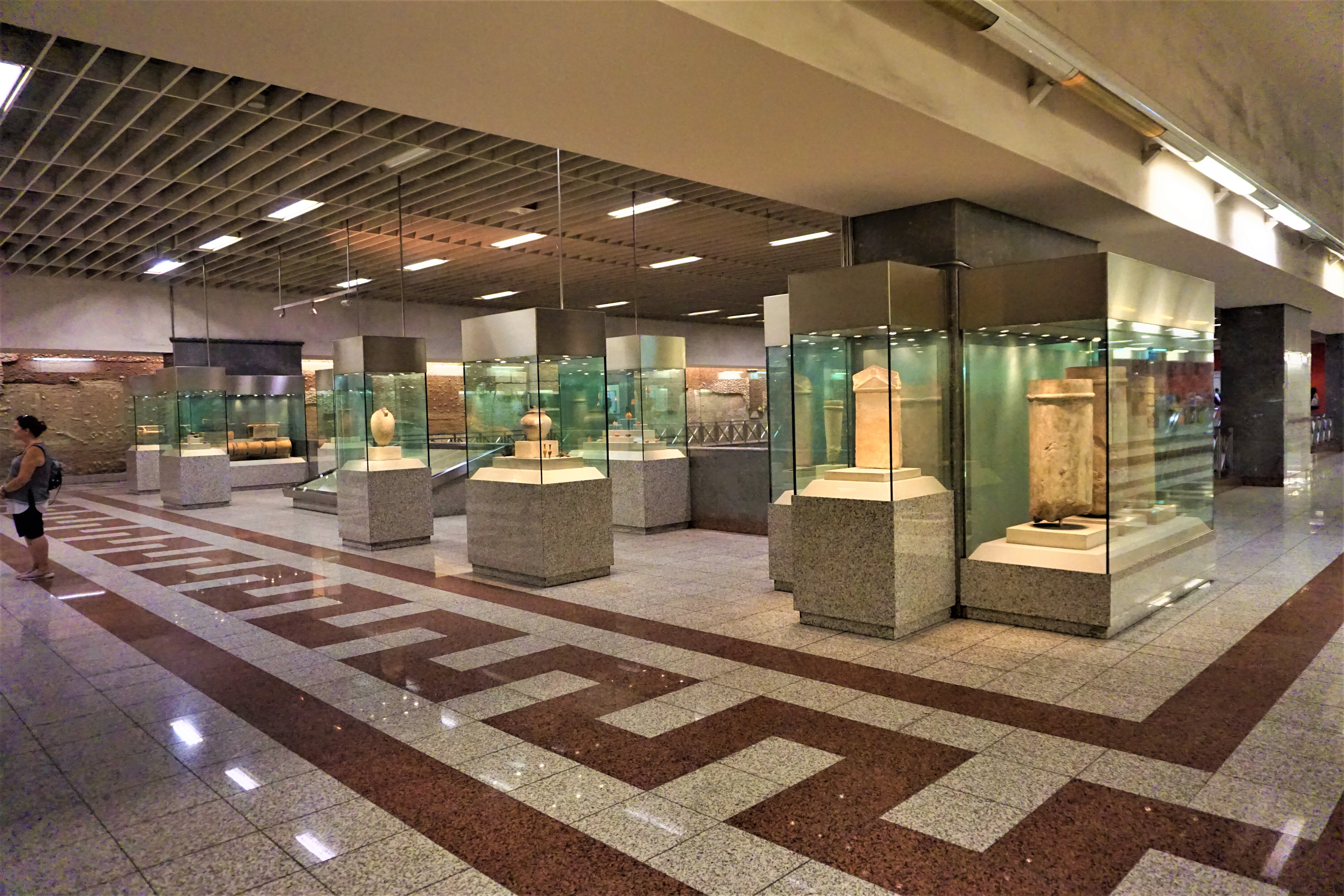
Exposition d'objets de la vie quotidienne

Au même niveau, une exposition de 85 objets anciens issus des fouilles du site de la gare est présentée dans des vitrines. L'exposition se développe dans une vitrine de 15 m de long et se divise en quatre sections. Chaque section comprend des objets qui représentent des aspects distincts de la vie quotidienne et de la vie publique des habitants de la région, au long de histoire (XVIIe siècle av. J.-C. - Xe – XIIe siècle apr. J.-C.).
La première section comprend des vestiges et artefacts de l'utilisation de la zone comme cimetière, de la préhistoire à la période protogéométrique (XVIIe – IXe siècle av. J.-C.).
La seconde section, consacrée à l'ancien habitat attique, comprend des objets liés aux activités quotidiennes des habitants du quartier, de l'époque classique à l'époque byzantine (faïence, éléments d'un sol en mosaïque, poids d'un métier à tisser vertical).
La troisième section concerne le commerce des produits alimentaires : on y voit de grandes amphores à fond pointu. La quatrième section est constituée de vases à figures noires et à figures rouges.

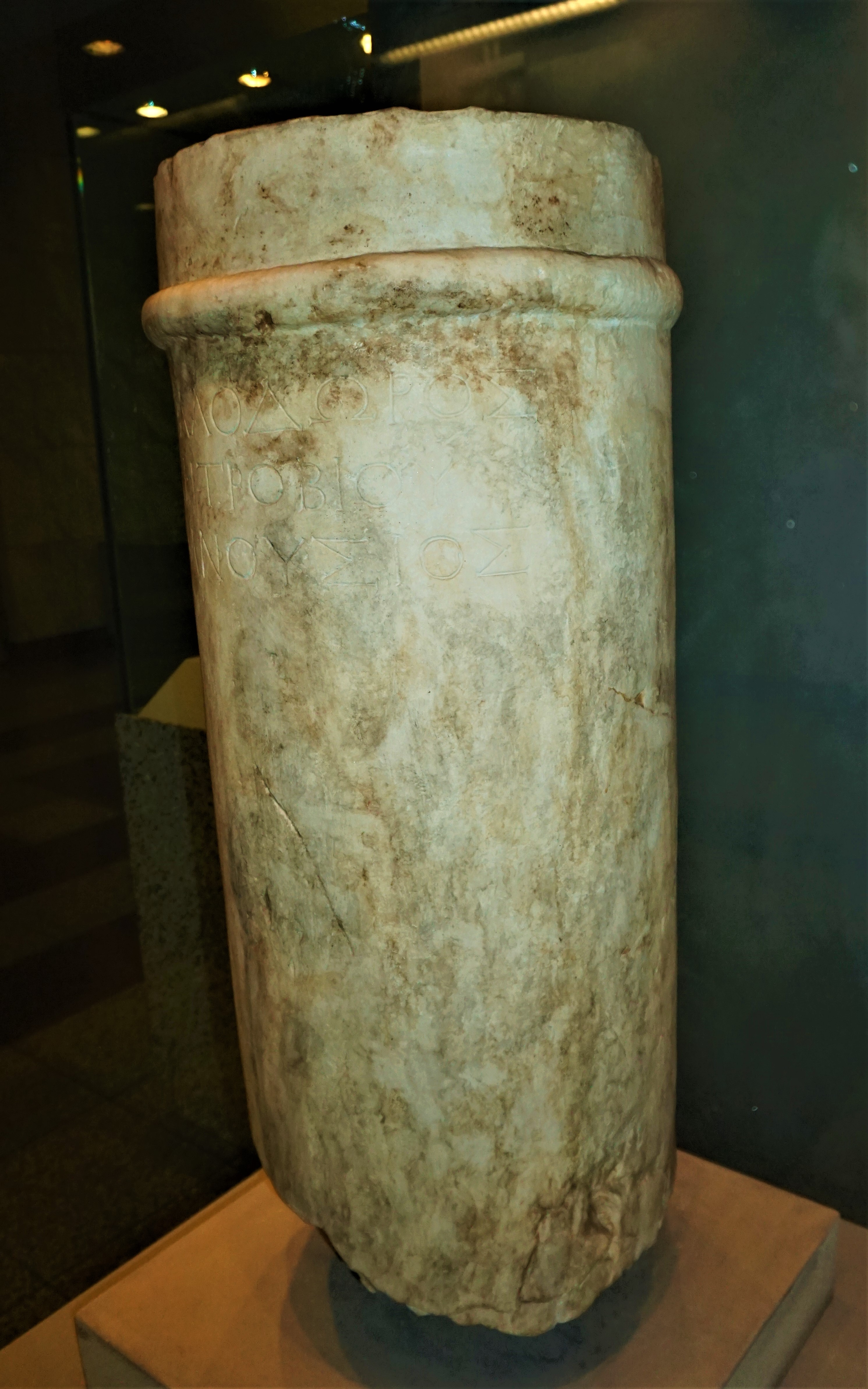
Stèle romaine en marbre, en forme de colonne.
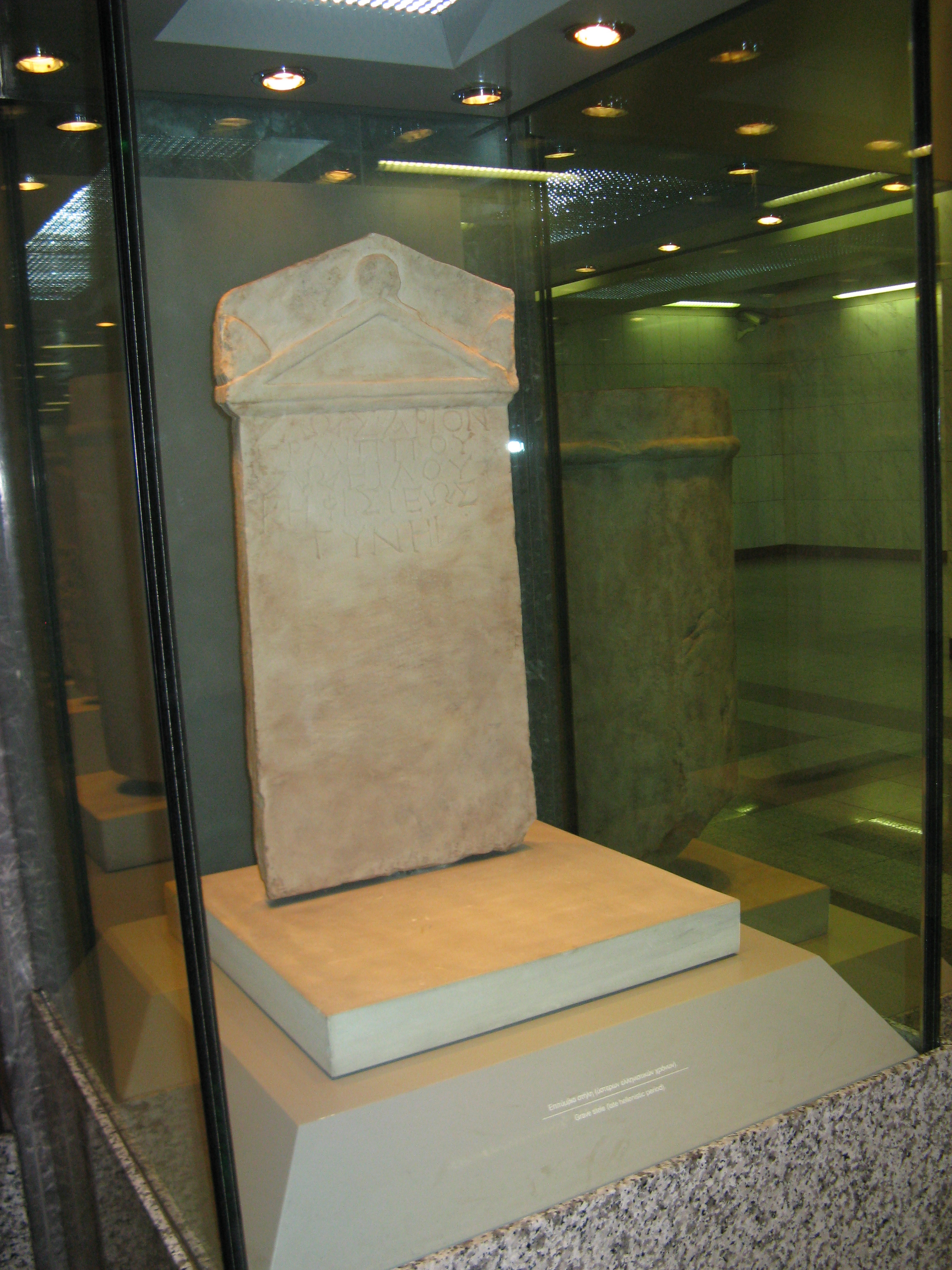
Stèle funéraire hellénistique de type naïskos, avec inscription.
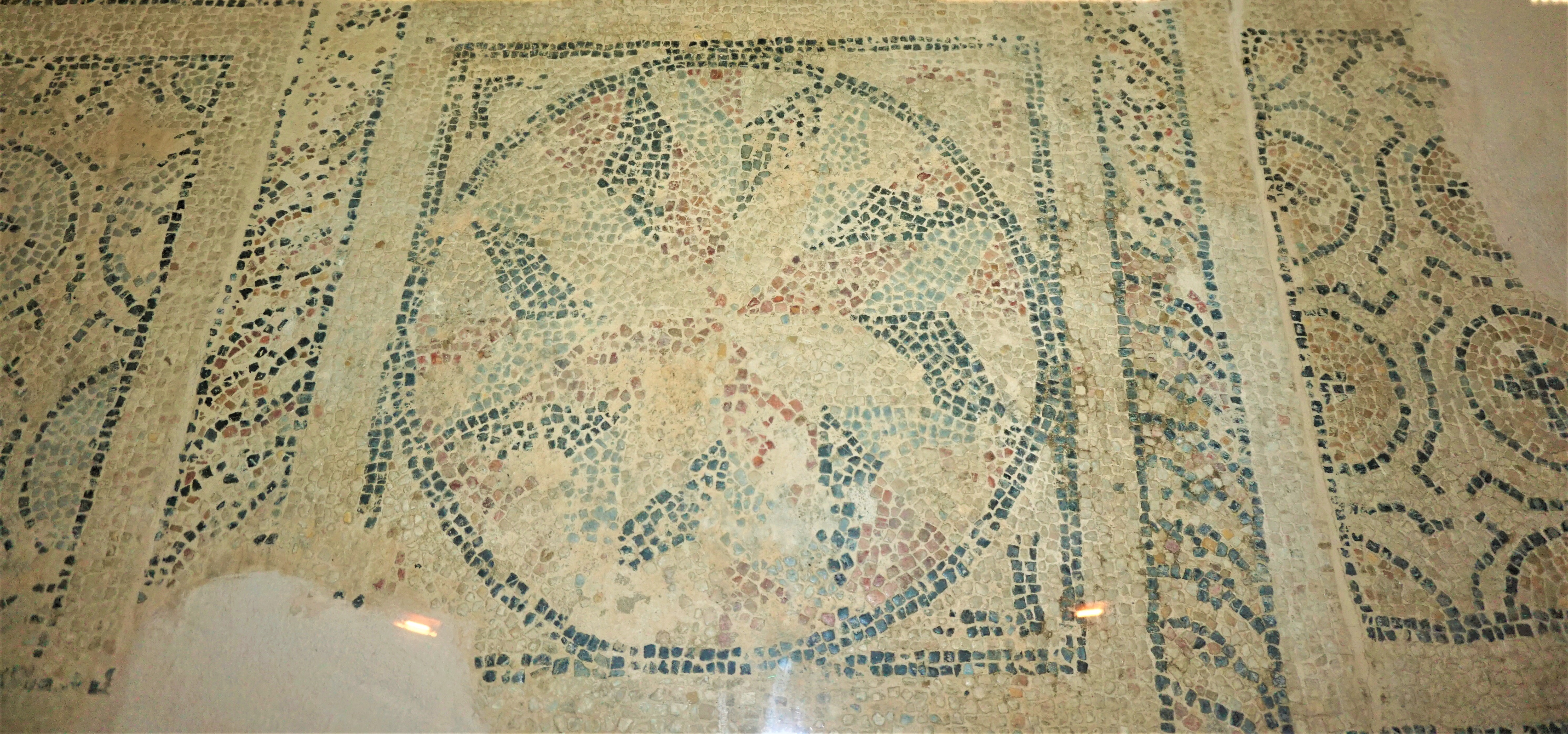
Mosaïque
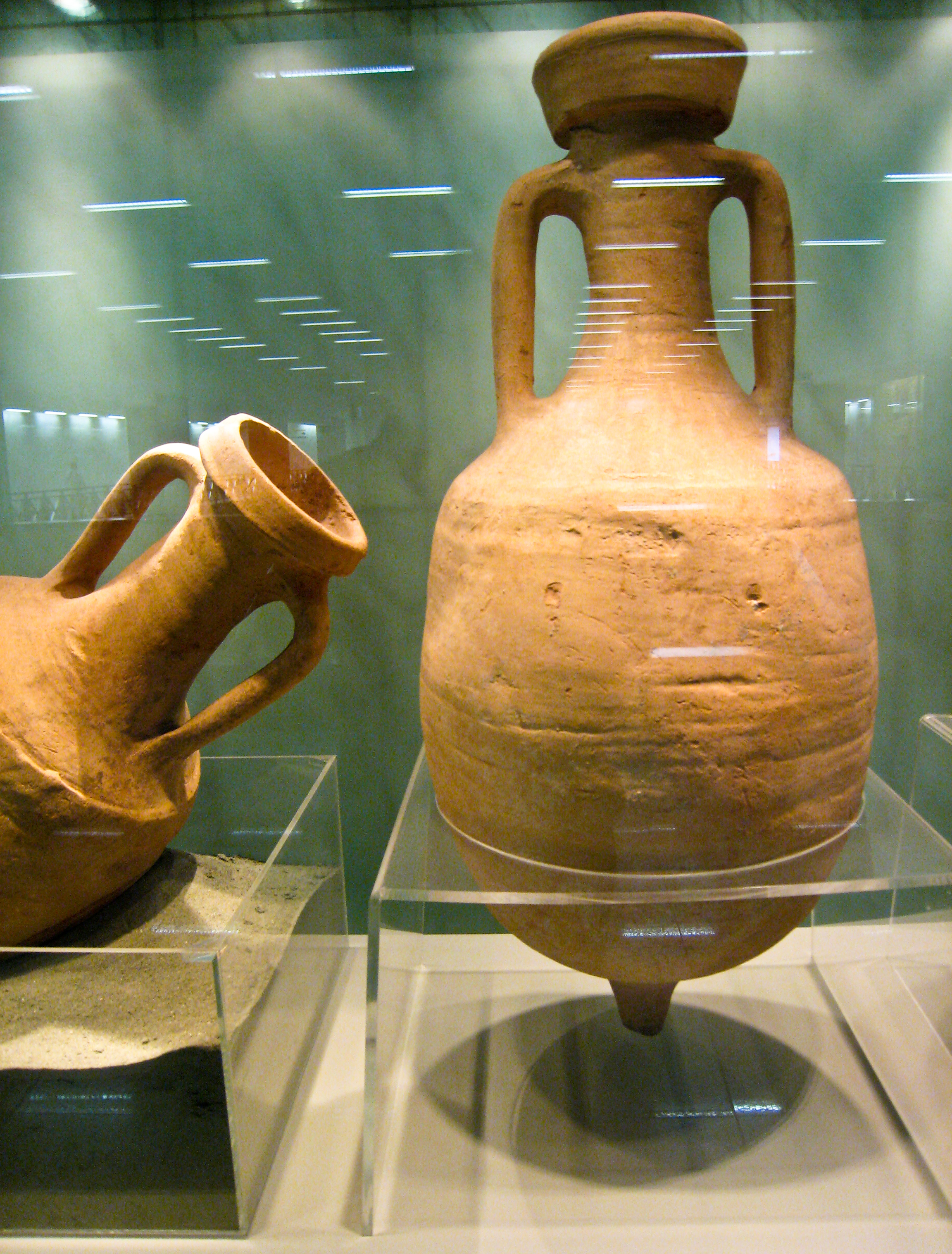
Amphores à vin, IIe – Ier siècle av. J.-C.
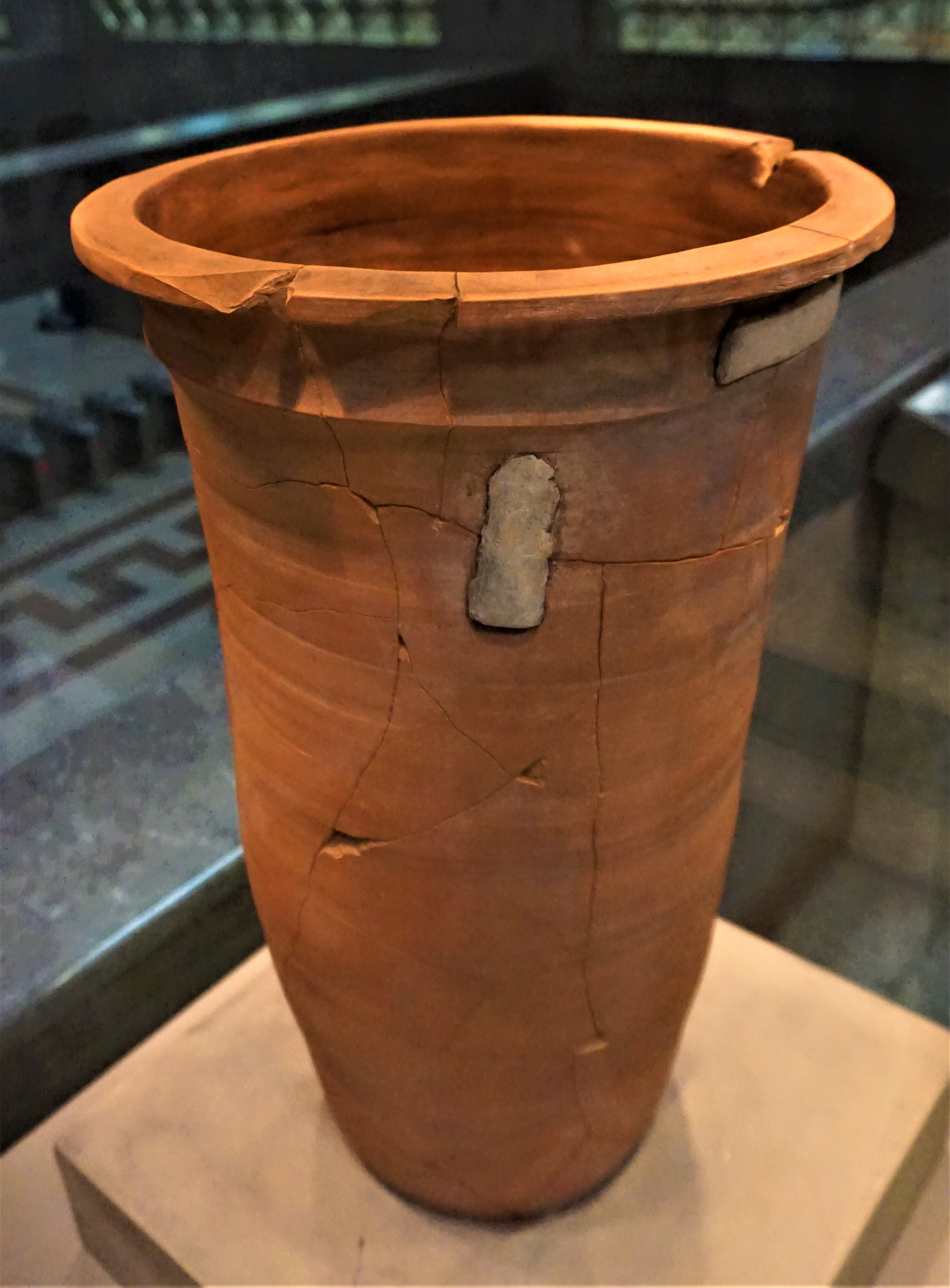
Ruche en poterie, vers Ier siècle av. ou apr. J.-C.
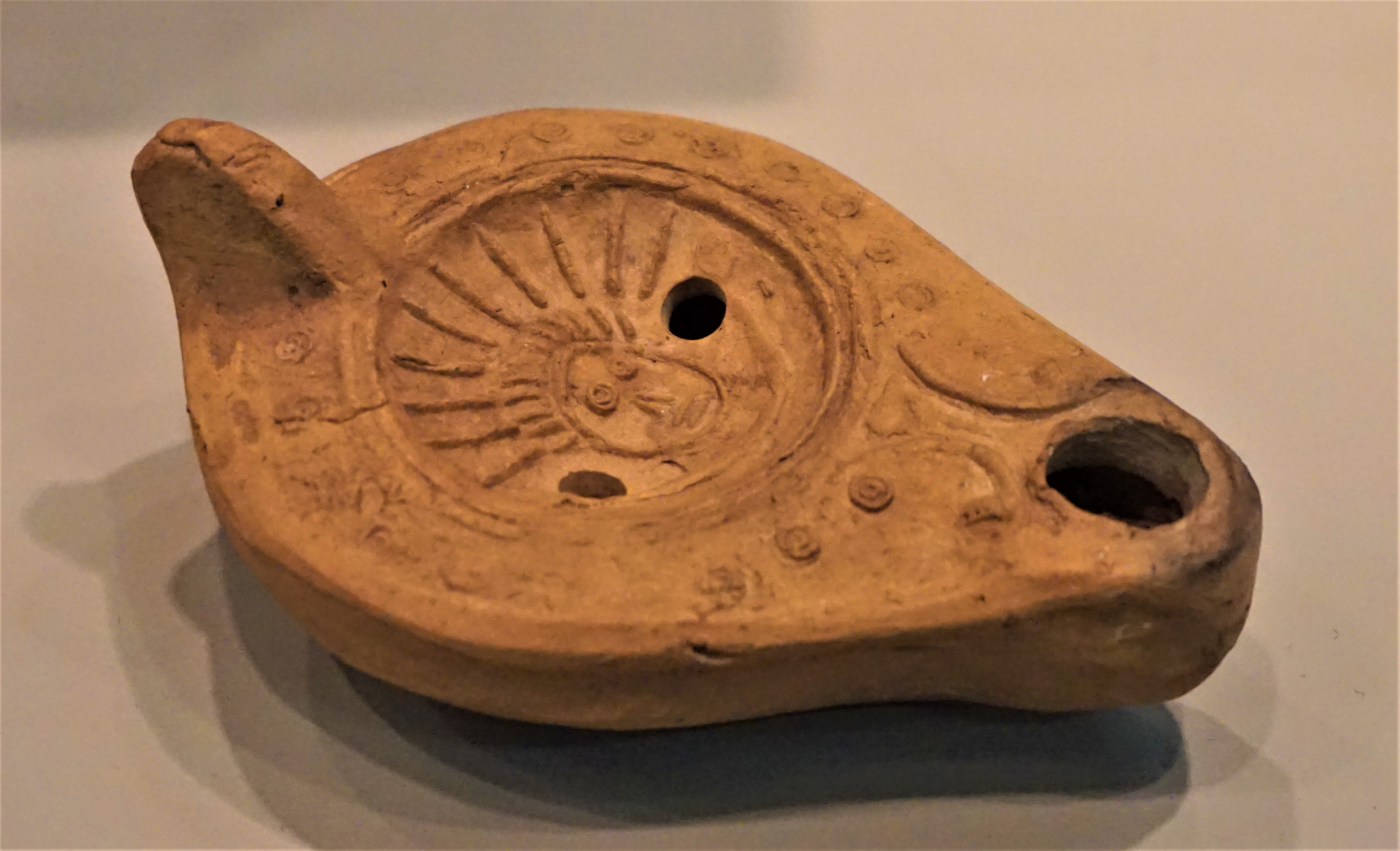
Lampe en argile
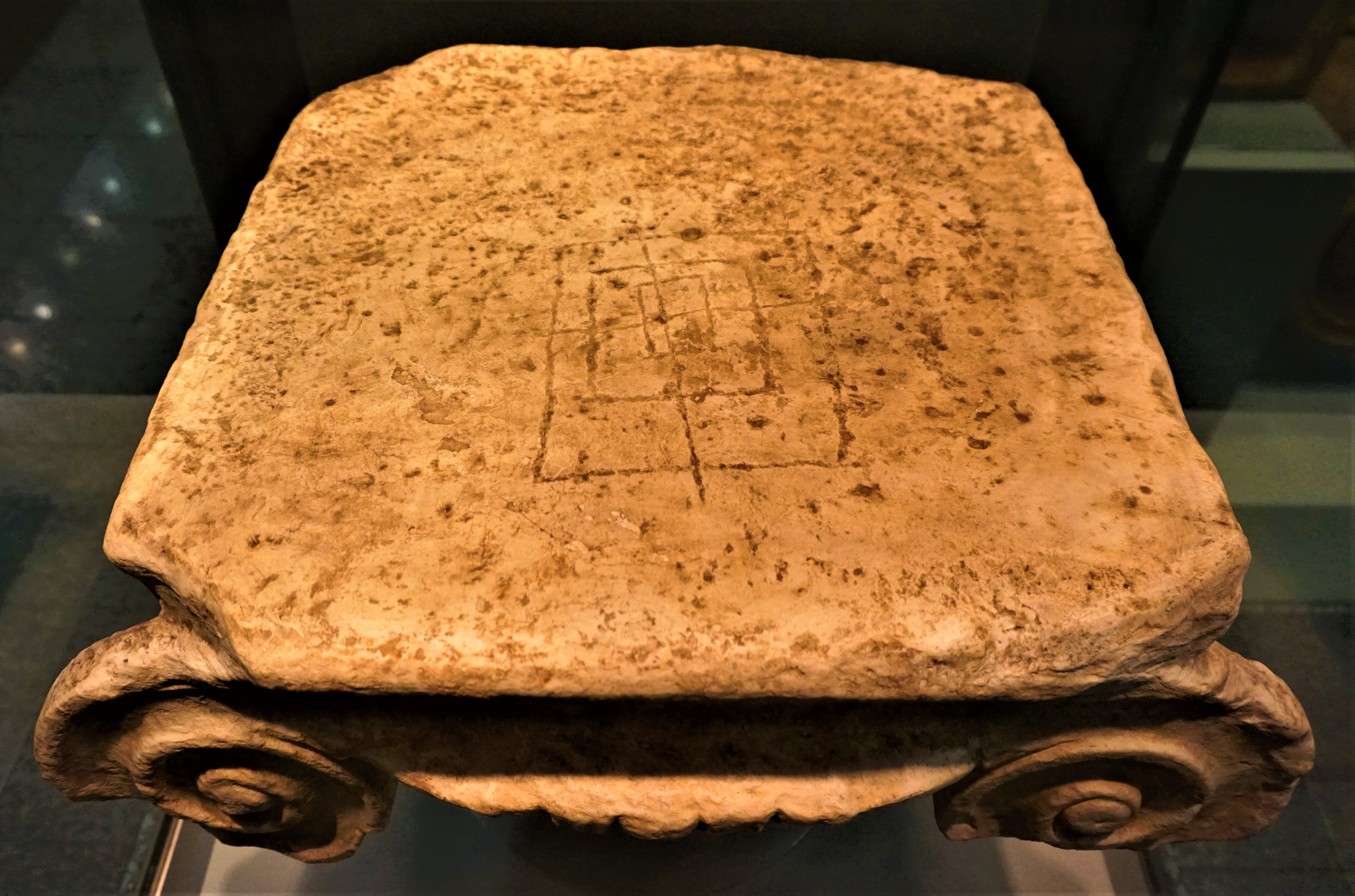
Chapiteau ionique avec inscription, IVe siècle av. J.-C.
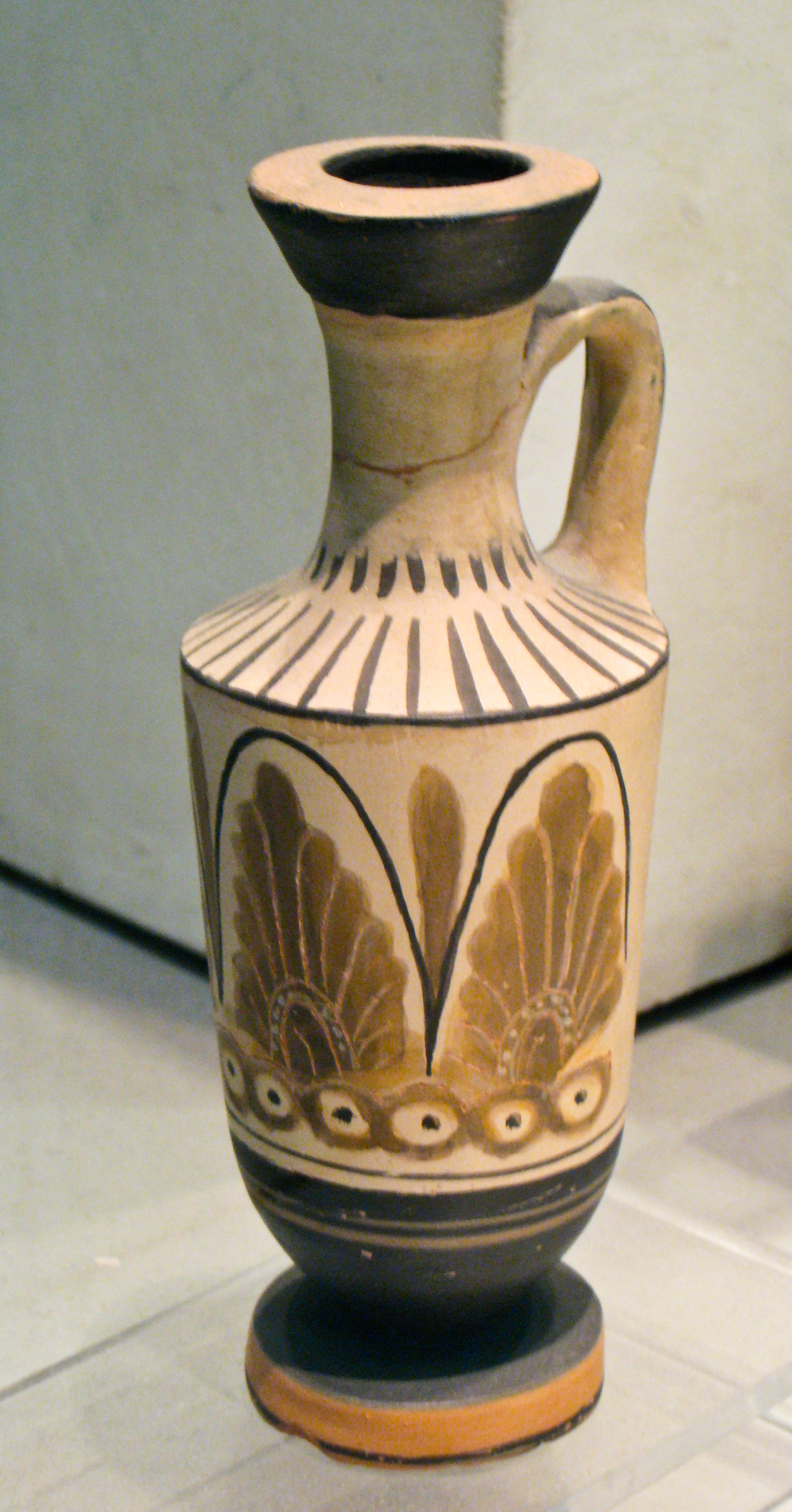
Lécythe, Ve siècle av. J.-C.
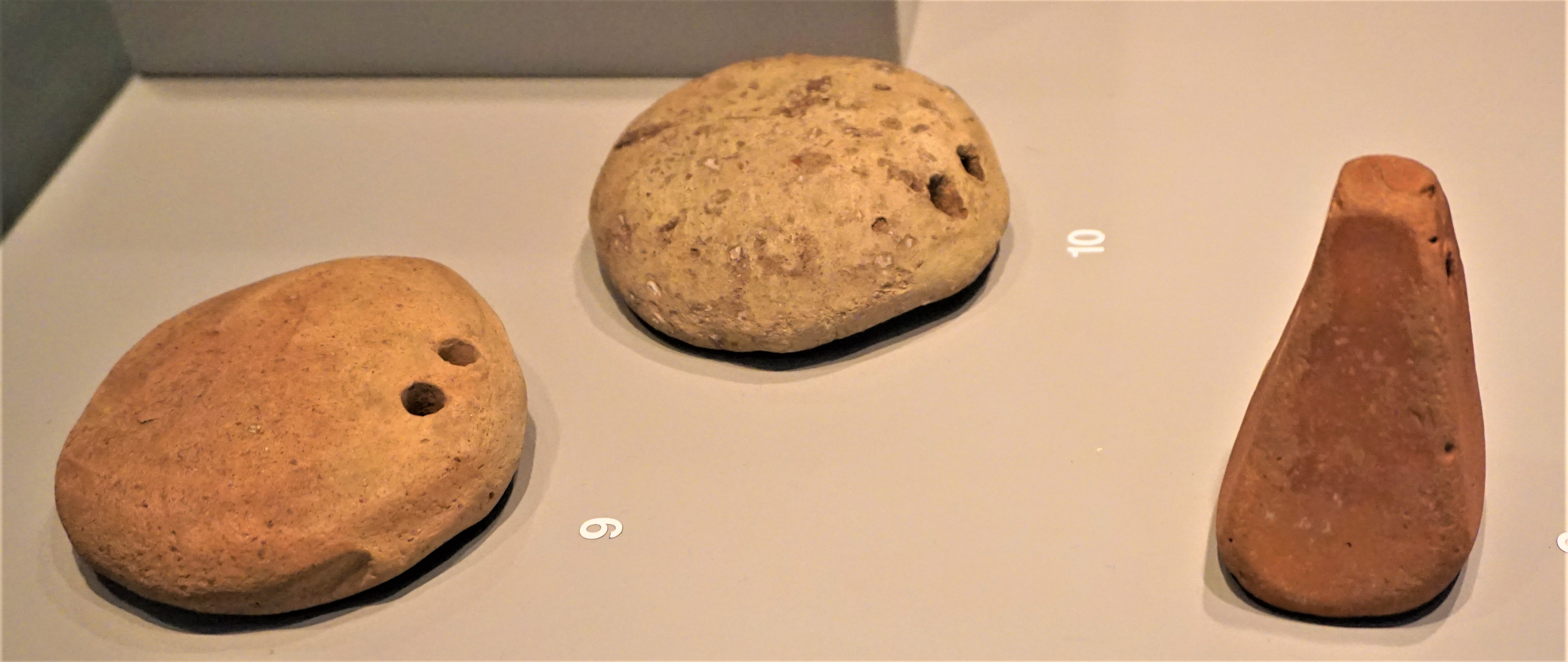
Poids de métier à tisser
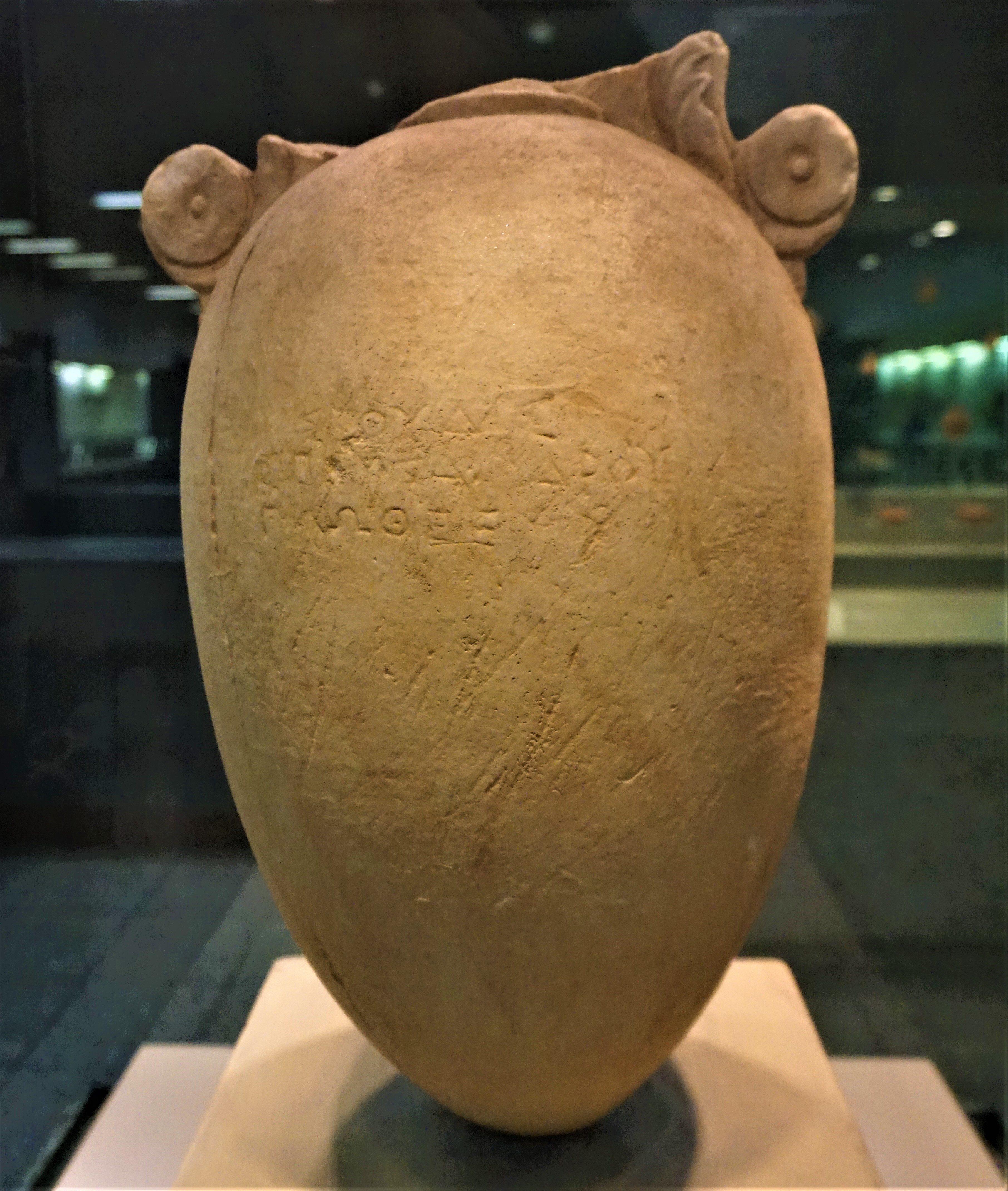
Loutrophore, marbre, IVe siècle av. J.-C.
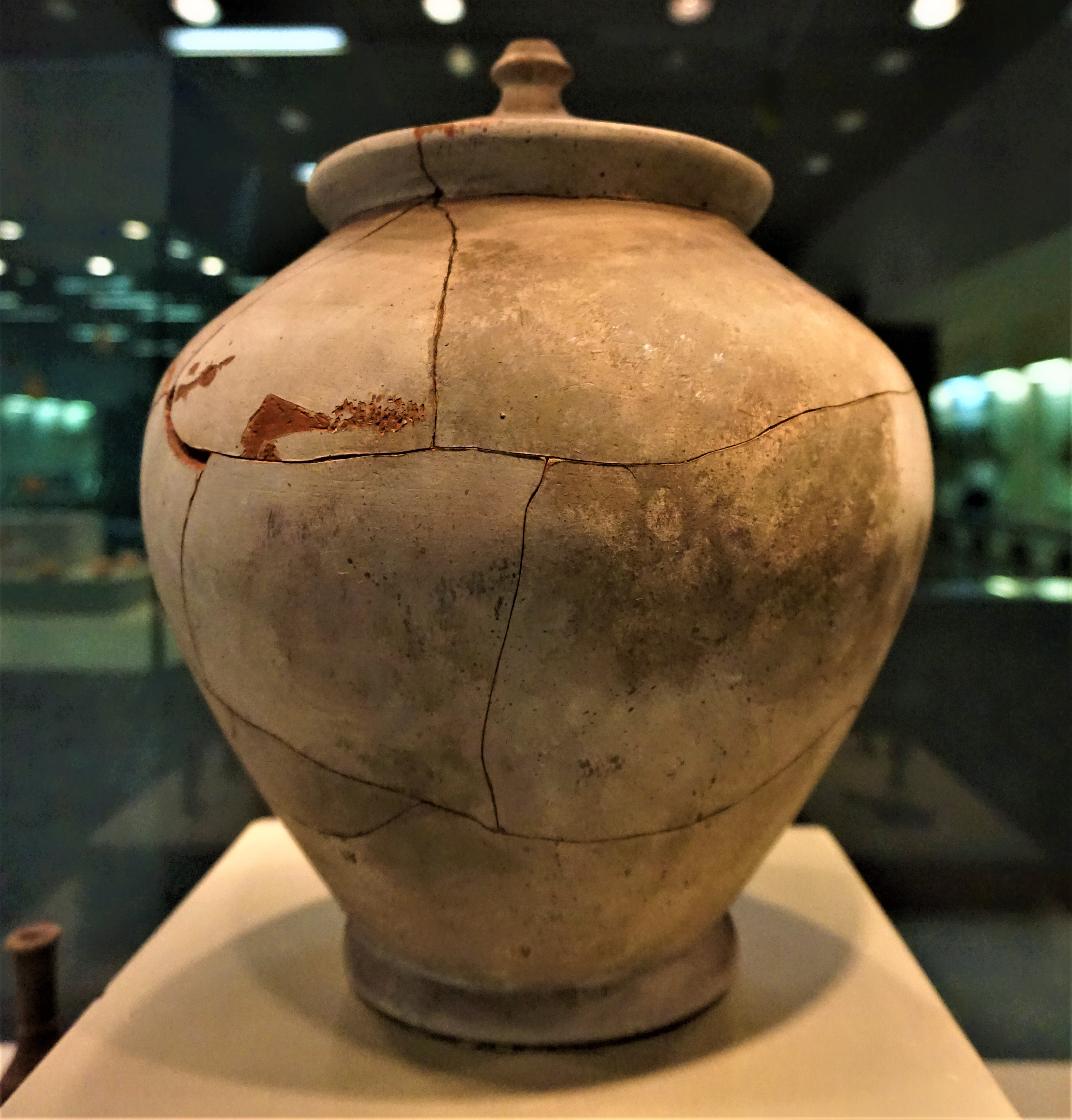
Pithos, IIIe siècle apr. J.-C.

### Deuxième niveau
Le deuxième niveau de la station montre la stratigraphie de l'ancienne route I, l'une des six routes anciennes croisées découvertes lors de la fouille. La rue I, qui part du théâtre de Dionysos en direction du sud-est, est restée en usage au moins 1000 ans (du IVe siècle av. J.-C. au VIIe siècle apr. J.-C.).

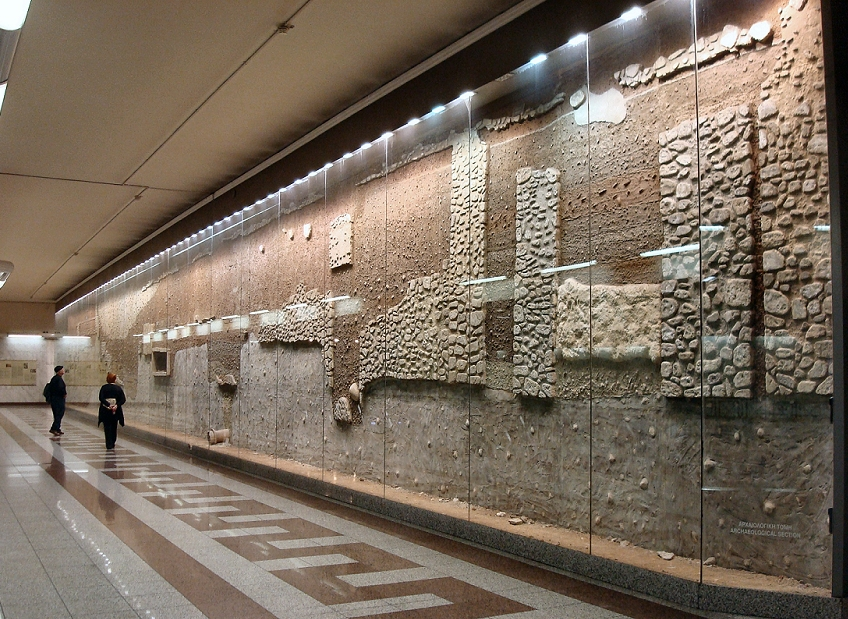
Coupe du substrat urbain.
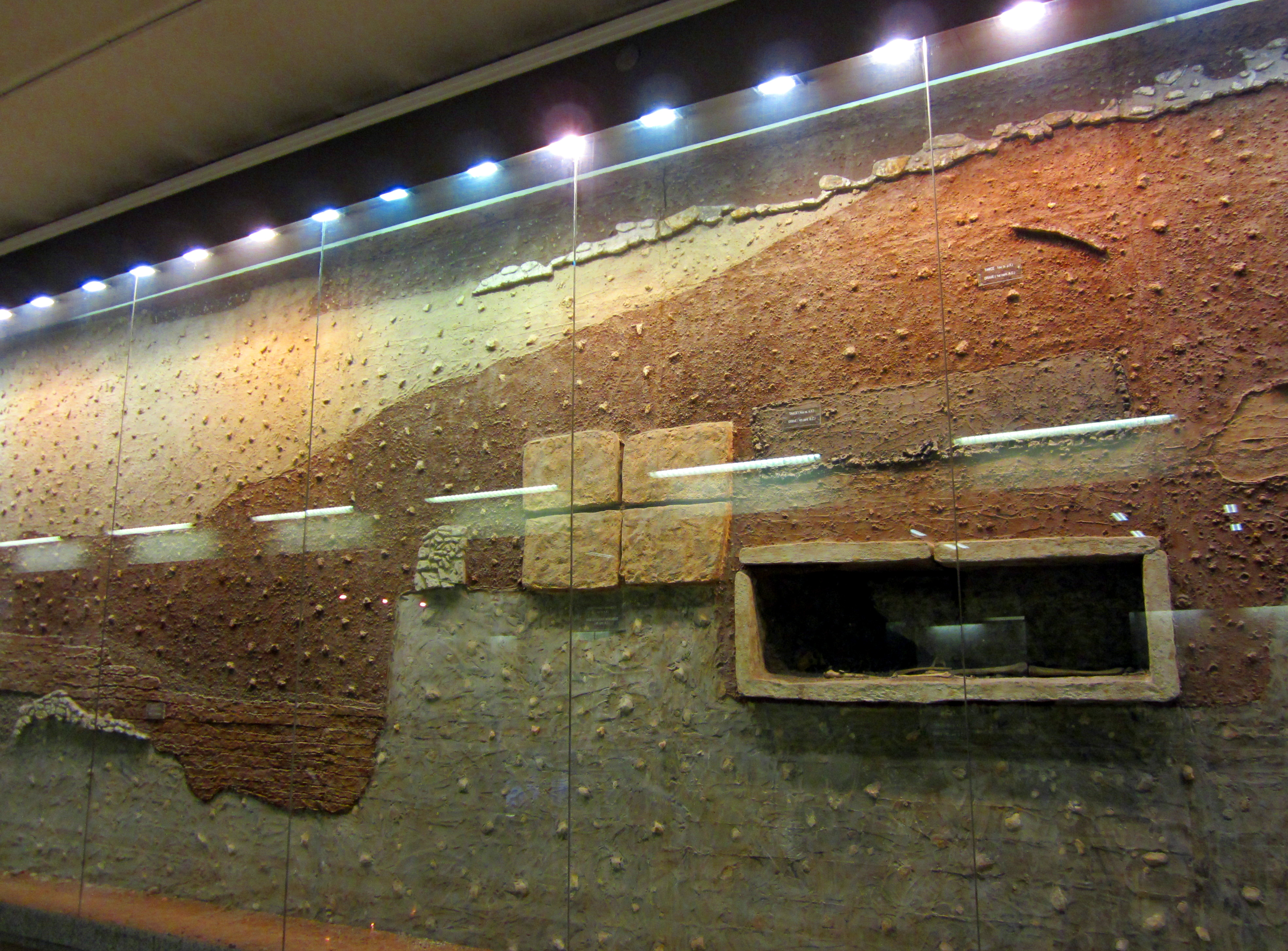
Sépultures hellénistiques.
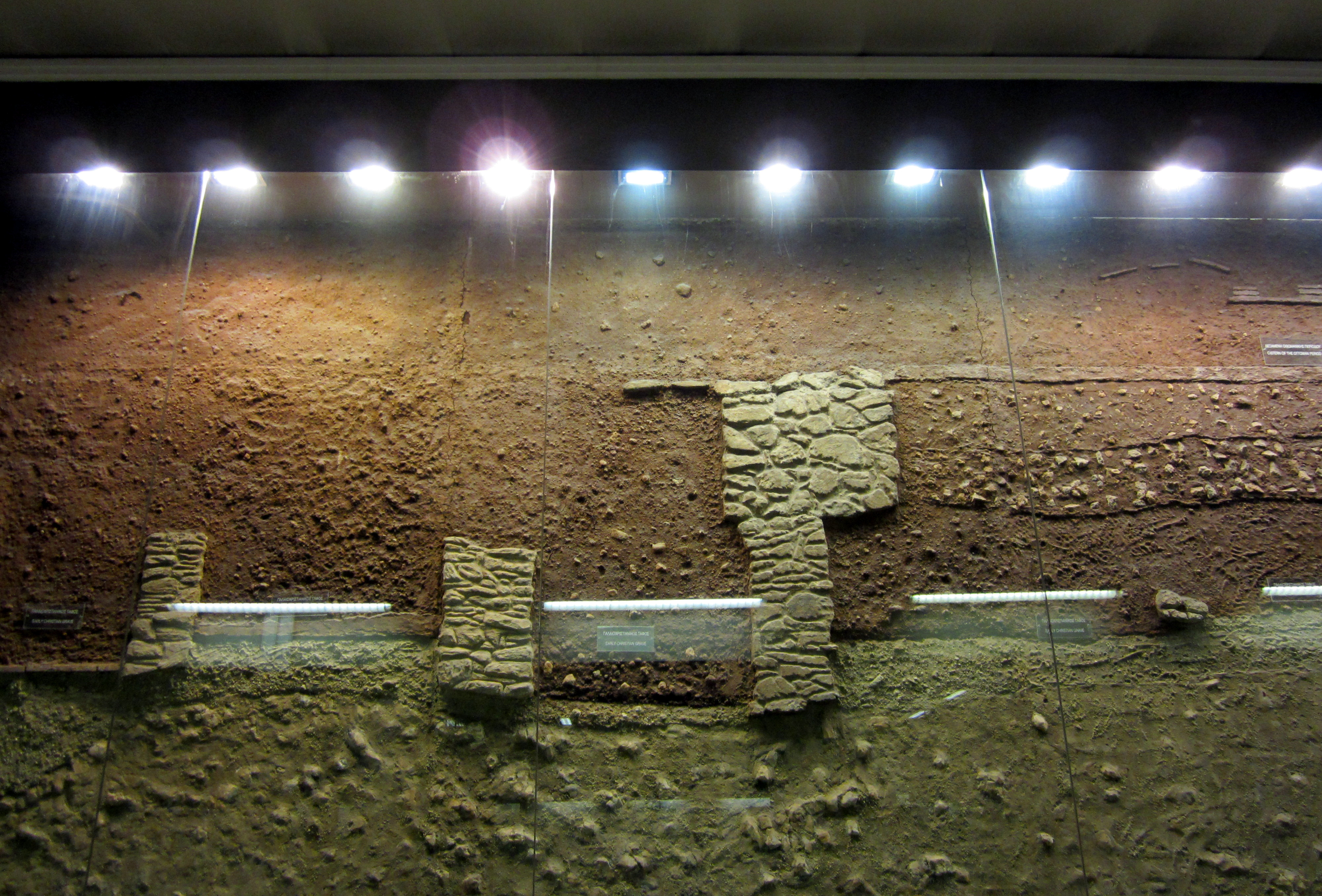
Ensemble de tombes paléochrétiennes.

### Niveau des quais
Au troisième niveau de la gare et sur 25 m de long sur chaque quai sont exposés des pans de la frise ionique du Parthénon, représentant la procession panathénaïque, la plus importante fête athénienne en l'honneur de la déesse patronne Athéna.
Une partie notable de la procession est celle des cavaliers des côtés ouest, nord et sud de la frise. La frise occidentale montre la préparation des cavaliers : cette section est exposée dans son intégralité sur le quai en direction de Dafni. Sur le quai en direction de Sepolia se trouve un fragment de la frise nord, avec des cavaliers galopant en phalanges. La plupart des originaux de cette section sont au British Museum.

## Artistes
Des artistes ont été associés lors du réaménagement des espaces dans les années 2000. Les œuvres, « Atrium » de Georges Zongolopoulos, est une installation effectuée sur un puits de lumière, et « The Metro's Clock » de Thodoros Papadimitriou (en), est une horloge installée au-dessus du grand hall,.